# Portada/article agost 17

## Ermessenda de Carcassona
Ermessenda de Carcassona (Carcassona?, ~ 972 / 975-977 – Sant Quirze de Besora, 1 de març del 1058) va ser comtessa consort de Barcelona, Girona i Osona.
Ermessenda va realitzar importants donacions a les diòcesis i esglésies dels seus dominis i fou una de les dones amb més autoritat dins la política del segle xi. Governà durant uns seixanta-cinc anys i morí prop dels vuitanta-cinc; va esdevenir una de les dones amb més poder polític en la història de Catalunya. La seva vida exemplifica l'evolució de la condició de la dona aristocràtica a l'antiga Gòtia: passà de gaudir d'una posició privilegiada a perdre poder en el moment que les Leges Gothorum (Lleis dels gots) es veieren relegades per les convenientiae feudals que els magnats feien entre ells al marge de les lleis, i com aquests -per mitjà de la violència i la guerra- posaren en entredit la Potestas comtal com a garant de l'ordre públic. Aquest fet conduí al nou ordre feudal, que imperà durant els següents dos segles.